# Amanaki Mafi
Amanaki Mafi (Tofoa, 11 gennaio 1990) è un rugbista a 15 giapponese di origine tongana, internazionale per il Giappone, che gioca come terza linea centro nei Urayasu D-Rocks (NTT) in Top League.

## Biografia
A livello professionistico Mafi fece il suo esordio, nel 2014, con gli NTT Shining Arcs nella Top League. Al termine dell'annata 2015 del campionato giapponese firmò un contratto fino a fine stagione con il Bath Rugby in English Premiership, ma, a seguito di un litigio con lo staff medico della squadra inglese, annunciò, nell'aprile 2016, la rescissione del contratto con il club britannico e la volontà di ritornare in Giappone. A partire dal 2017 milita nei Melbourne Rebels in Super Rugby.
A livello internazionale disputò il Campionato mondiale giovanile di rugby 2009 con la selezione tongana di categoria; successivamente, nel 2014, fu convocato sia da Tonga che dal Giappone, ma scelse la nazionale del Sol Levante con cui disputò due incontri di fine anno contro Romania e Georgia. Mafi prese parte alla Coppa del Mondo di rugby 2015, di cui giocò tutte le partite disputate dalla rappresentativa giapponese, compresa la storica vittoria con il Sudafrica. Nel 2016 giocò un totale di sette incontri con la nazionale, suddivisi nella sessione estiva e autunnale di test matches internazionali.